# Kon’nichiwa Anne: Before Green Gables
Kon’nichiwa Anne: Before Green Gables (jap. こんにちは アン　～Before Green Gables Kon’nichiwa An: Before Green Gables) – przygodowy telewizyjny serial anime wyprodukowany przez studio Nippon Animation, wyemitowany w 2009 roku. Serial jest adaptacją książki Droga do Zielonego Wzgórza.

## Fabuła
Sześcioletnia Ania urodzona w miasteczku Bolingbroke w Nowej Szkocji w Kanadzie, zaraz po urodzeniu straciła rodziców z powodu choroby. Zostaje przygarnięta przez Joannę Thomas i jej rodzinę. Rodzina ma niskie dochody i zmuszona jest żyć w biedzie.

## Postaci
- Ania (jap. アン An)

Seiyū: Rina Hidaka 
- Joanna (jap. ジョアンナ)

Seiyū: Seiko Tamura 
- Bart (jap. バート Bāto)

Seiyū: Setsuji Satō 
- Eliza (jap. エリーザ Erīza)

Seiyū: Rika Wakusawa 
- Horacy (jap. ホーレス Hōresu)

Seiyū: Yumiko Kobayashi 
- Edward (jap. エドワード Edowādo)

Seiyū: Chiaki Shimogama 
- Harry (jap. ハリー Harī)

Seiyū: Taeko Kawata 
- Noah (jap. ノア Noa)

Seiyū: Satomi Kōrogi 
- pan Minton (jap. ミントンさん Minton-san)

Seiyū: Nana Yamaguchi 
- Eggman (jap. エッグマン Egguman)

Seiyū: Hiroki Tanaka 
- pan Henderson (jap. ヘンダーソン先生 Hendāson-sensei)

Seiyū: Maya Okamoto 
- Sadie (jap. サディ Sadi)

Seiyū: Harumi Suga 
- Randolph (jap. ランドルフ Randorufu)

Seiyū: Uko Tachibana 
- Mildred (jap. ミルドレット Mirudoretto)

Seiyū: Masayo Fujita 
- Jesse (jap. ジェシー jeshī)

Seiyū: Mitsuko Horie 
- Narrator

Seiyū: Masako Ikeda 

## Produkcja
W lipcu 2008 roku wydawnictwo Shinchōsha ogłosiło powstawanie animowanej adaptacji książki Droga do Zielonego Wzgórza, która opisuje życie Ani Shirley przed jej przybyciem na wyspę Księcia Edwarda. Anime wyprodukowało studio Nippon Animation i jest to 26. serial z cyklu sekai meisaku gekijō.
Reżyserem projektu został Katsuyoshi Yatabe, za scenariusze odpowiadała Michiru Shimada, projekty postaci przygotował Yoshiharu Satō wraz z Takayo Nishimurą, który również zajmował stanowisko reżysera animacji. Muzykę do serialu skomponowali: Yasuharu Takanashi, Hiromi Mizutani oraz Kenji Fujisawa, natomiast motyw przewodni wykonuje Azumi Inoue.
Seria składa się z 39 odcinków. Pierwszy odcinek serii miał swoją oficjalną premierę 16 marca 2009 podczas specjalnego wydarzenia zorganizowanego we współpracy Nippon Animation oraz Ambasady Kanady w Japonii; natomiast w japońskiej telewizji seria miała swoją premierę 5 kwietnia 2009.

### Muzyka
| Seria          | Tytuł                                       | Twórcy                                                                   | Źródło   |
| Czołówka       | Czołówka                                    | Czołówka                                                                 | Czołówka |
| -------------- | ------------------------------------------- | ------------------------------------------------------------------------ | -------- |
| 1 – 39         | „Hikari no tane” (jap. ヒカリの種)          | Tekst: Yuriko Mori Kompozycja: Yuya Yoshino Aranżacja: Kousuke Yamashita | [ 2 ]    |
| Napisy końcowe |                                             |                                                                          |          |
| 1 – 39         | „Yatta ne ♪ māchi” (jap. やったね ♪ マーチ) | Tekst: Yuriko Mori Kompozycja i aranżacja: Riki Arai                     | [ 2 ]    |

## Odcinki
| N/o | Tytuł                                                                    | Premiera w Japonii (BS Fuji) |
| --- | ------------------------------------------------------------------------ | ---------------------------- |
| 1   | Akage no An (赤毛のアン)                                                 | 5 kwietnia 2009              |
| 2   | An to iu namae (アンという名前)                                          | 12 kwietnia 2009             |
| 3   | Chīsana kiiroi ie (小さな黄色い家)                                       | 19 kwietnia 2009             |
| 4   | Kin'iro no izumi (金色の泉)                                              | 26 kwietnia 2009             |
| 5   | Eliza no koi Erīza no koi (エリーザの恋)                                 | 3 maja 2009                  |
| 6   | Kibō wa umareru (希望は生まれる)                                         | 10 maja 2009                 |
| 7   | Kogarashi to baranohana (木枯らしとバラの花)                             | 24 maja 2009                 |
| 8   | Tōi shirabe (遠い調べ)                                                   | 31 maja 2009                 |
| 9   | Mearizubiru e (メアリズビルへ)                                           | 7 czerwca 2009               |
| 10  | Fushigina tamago uri (不思議なタマゴ売り)                                | 14 czerwca 2009              |
| 11  | Fuyu no himawari (冬のひまわり)                                          | 28 czerwca 2009              |
| 12  | Hajimete no gakkō (はじめての学校)                                       | 21 czerwca 2009              |
| 13  | Sadi to iu tomodachi (サディという友達)                                  | 28 czerwca 2009              |
| 14  | Randolph no yume Randorufu no yume (ランドルフの夢)                      | 5 lipca 2009                 |
| 15  | Picnic ni ikou! Pikunikku ni ikou! (ピクニックに行こう！)                | 12 lipca 2009                |
| 16  | Motto shomotsu o! (もっと書物を！)                                       | 19 lipca 2009                |
| 17  | Watashitachi no butai (私たちの舞台)                                     | 26 lipca 2009                |
| 18  | Koi no yukue (恋のゆくえ)                                                | 2 sierpnia 2009              |
| 19  | Kanashii osakai (悲しいお茶会)                                           | 9 sierpnia 2009              |
| 20  | Kiken'na wana (危険な罠)                                                 | 16 sierpnia 2009             |
| 21  | Sayonara no yuki (さよならの雪)                                          | 23 sierpnia 2009             |
| 22  | Subarashii okyakusama (素晴らしいお客様)                                 | 30 sierpnia 2009             |
| 23  | Chiisana inochi (小さな命)                                               | 6 września 2009              |
| 24  | Kurisumasu no mahō (クリスマスの魔法)                                    | 13 września 2009             |
| 25  | Yuki yori mo tsumetaku (雪よりも冷たく)                                  | 20 września 2009             |
| 26  | Sayōnara tōmasu-ka (さようならトーマス家)                                | 27 września 2009             |
| 27  | Ano oka no mukō ni (あの丘の向こうに)                                    | 4 października 2009          |
| 28  | Hitori kiri no jugyō (ひとりきりの授業)                                  | 11 października 2009         |
| 29  | Hagati-san no himitsu (ハガティさんの秘密)                               | 18 października 2009         |
| 30  | Soyokaze sō no omoide (そよ風荘の思い出)                                 | 25 października 2009         |
| 31  | Tada hitotsu no kibō (ただひとつの希望)                                  | 1 listopada 2009             |
| 32  | Saiaku no hajimari (最悪の始まり)                                        | 8 listopada 2009             |
| 33  | Osoroshii ichiya (恐ろしい一夜)                                          | 15 listopada 2009            |
| 34  | Tōi machi e (遠い町へ)                                                   | 22 listopada 2009            |
| 35  | Tessa no namida (テッサの涙)                                             | 29 listopada 2009            |
| 36  | Kibō no tegami (希望の手紙)                                              | 6 grudnia 2009               |
| 37  | Hida mari ni daka rete (ひだまりに抱かれて)                              | 13 grudnia 2009              |
| 38  | Hanasakikeru asa ni (花咲ける朝に)                                       | 20 grudnia 2009              |
| 39  | Prince Edward shima e purinsu edowādo shima e (プリンス・エドワード島へ) | 27 grudnia 2009              |